# Gabi Guimarães
Gabriela Braga "Gabi" Guimarães (Belo Horizonte, 19 de maio de 1994) é uma voleibolista indoor brasileira, Gabi é atuante na posição de ponta, bimedalhista olímpica,sendo uma de prata nos Jogos Olímpicos de Tóquio 2020 e uma de bronze nos Jogos Olímpicos de Paris 2024. Também é tetramedalhista (2019, 2021, 2022 e 2025) da Liga das Nações de Voleibol Feminina, sendo todas as vezes, medalhista de prata.
Serve a Seleção Brasileira desde as categorias de base e obteve a medalha de ouro no Campeonato Sul-Americano Infanto-Juvenil de 2010 no Peru, nesta categoria também disputou o Campeonato Mundial de 2011 na Turquia; já na categoria juvenil sagrou-se campeã sul-americana em 2012 no Peru e foi medalhista de bronze no Campeonato Mundial Juvenil de 2013 na República Tcheca.
Pela Seleção Brasileira de Novas foi medalhista de prata na Copa Pan-Americana de 2012 no México, mesmo resultado obtido na Copa Pan-Americana Sub-23 no Peru; e no mesmo ano foi bronze na Copa Yeltsin de 2012 na Rússia.
Pela seleção principal conquistou a medalha de prata nos Jogos Olímpicos de Tóquio 2020, foi medalhista de ouro no Campeonato Sul-Americano de 2013 no Peru; atuou na conquista do bicampeonato consecutivo em edições do Grand Prix, nos anos de 2013 e 2014, ambas no Japão, e foi medalhista de bronze no Campeonato Mundial de 2014, na Itália.
Em 2022, tornou-se a capitã da Seleção Brasileira após a saída de Natalia Zilio. Neste mesmo ano conquistou a medalha de prata no Campeonato Mundial realizado nos Páises Baixos/Polônia.

## Carreira

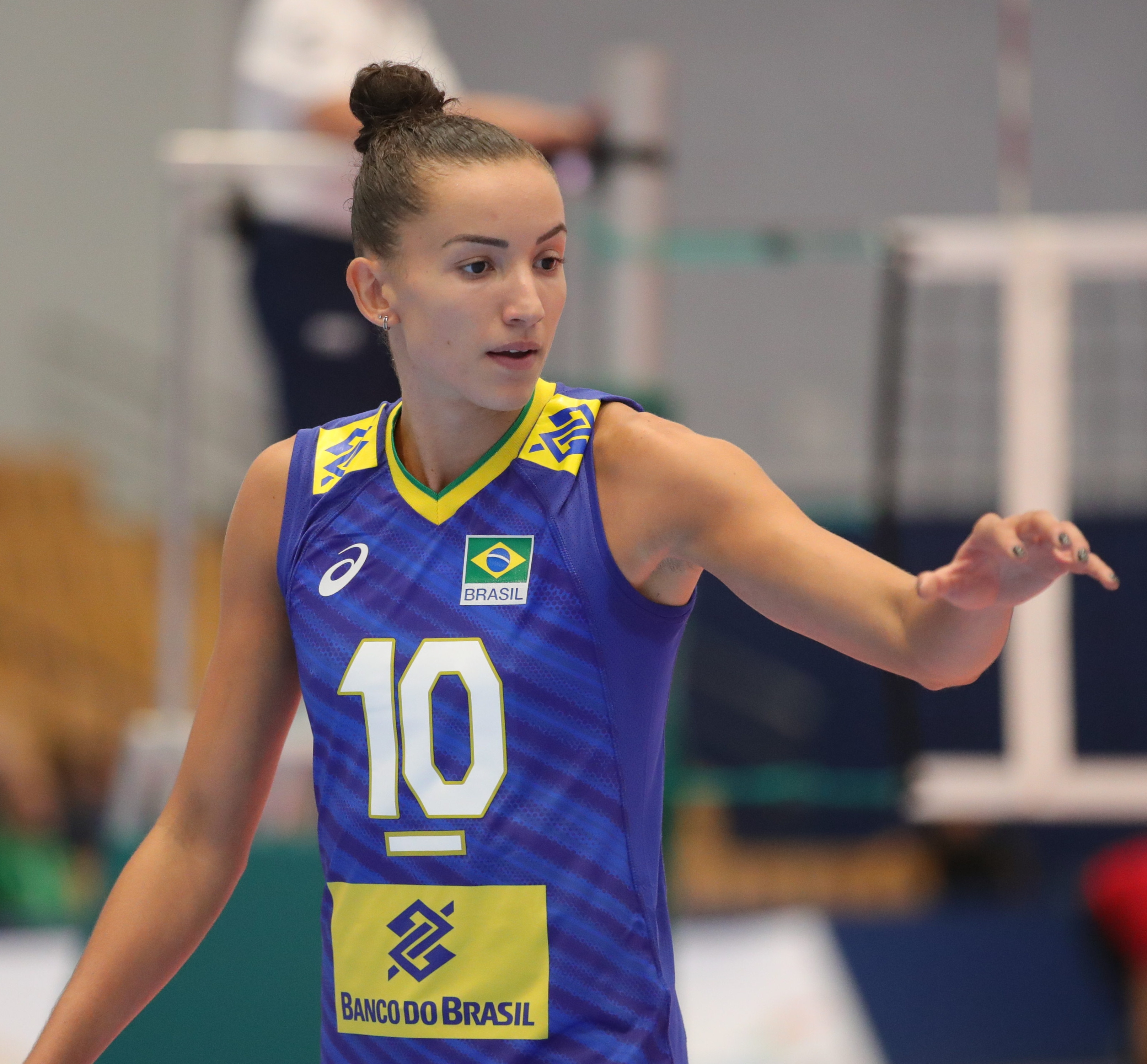
Guimarães durante jogo da seleção brasileira feminina em 2022

Gabriela praticou natação, tênis e futebol em Belo Horizonte, antes de começar a jogar vôlei, o que ocorreu aos 14 anos. Ela entrou no time de vôlei do Colégio Pitágoras para ficar perto das amigas e como a escola tinha convênio com o Minas Tênis Clube, ela então tentou entrar no time do clube, mas foi rejeitada considerada baixa demais. Então foi para o Mackenzie Esporte Clube, onde sua tia havia sido campeã de vôlei. O então treinador Delicélio Rodrigues deu-lhe uma chance.
No primeiro ano de Mackenzie, Gabi passou a integrar a Seleção Mineira, categoria infanto-juvenil, encerrando na nona posição no Campeonato Brasileiro de Seleções, sediado em Fortaleza, Ceará e, em seguida, foi convocada para Seleção Brasileira, categoria infanto-juvenil, para disputar o Campeonato Sul-Americano de 2010, sediado em Lima, Peru, ocasião que sagrou-se campeã nesta edição e individualmente destacou-se como melhor atacante e a melhor jogadora (MVP).
Também representou Seleção Mineira no Campeonato Brasileiro de Seleções, categoria juvenil, Divisão Especial, sediado em Fortaleza, edição na qual encerrou em quinto lugar. Em 2010 atuando pelo BMG/Mackenzie conquistou o título do Campeonato Mineiro clube pelo qual disputou a Superliga Brasileira A 2010-11 encerrando por este na nona posição.
Voltou a servir a Seleção Brasileira na categoria infanto-juvenil, vestindo a camisa#8 disputou o Campeonato Mundial de 2011, em Ancara-Turquia, mas o desempenho da equipe não foi o suficiente para chegar as finais, encerrando apenas em sexto lugar, mas individualmente destacou-se registrando 155 pontos no campeonato, sendo eleita e Maior Pontuadora, foi sexta colocada entre as melhores atacantes, décima sexta melhor bloqueadora e décima quarta posição entre as melhores sacadoras e ocupou a décima colocação entre as melhores defensoras e as atletas com melhor recepção.
Ainda atuando pelo BMG/Mackenzie conquistou o vice-campeonato mineiro em 2011 e disputou por esse clube a Superliga Brasileira A 2011-12 após as quartas de final encerrou por este na sétima posição.
Foi convocada novamente para Seleção Mineira, ainda vinculada ao BMG/Mackenzie, para disputar o Campeonato Brasileiro de 2012, categoria juvenil, 1ª Divisão, disputado em Minas Gerais, quando conquistou o título nesta edição. Nesse mesmo ano foi convocada para Seleção Brasileira de Novas para disputar a Copa Yeltsin de 2012 sediada em Ecaterimburgo-Rússia, na qual conquistou o bronze e foi eleita a Melhor Recepção do torneio.
Ainda pela seleção de novas disputou também a temporada 2012 foi convocada para Seleção de Novas para disputar a Copa Pan-Americana sediada em Ciudad Juárez-México, vestindo a camisa#8 participou da grande final quando fez seis pontos e encerrou com a medalha de prata. No mesmo foi convocada pela Seleção Brasileira, categoria Sub-23, para disputar a primeira edição da Copa Pan-Americana Sub-23, sediado em Lima-Peru, oportunidade que conquistou a medalha de prata e foi eleita a Melhor Atacante.

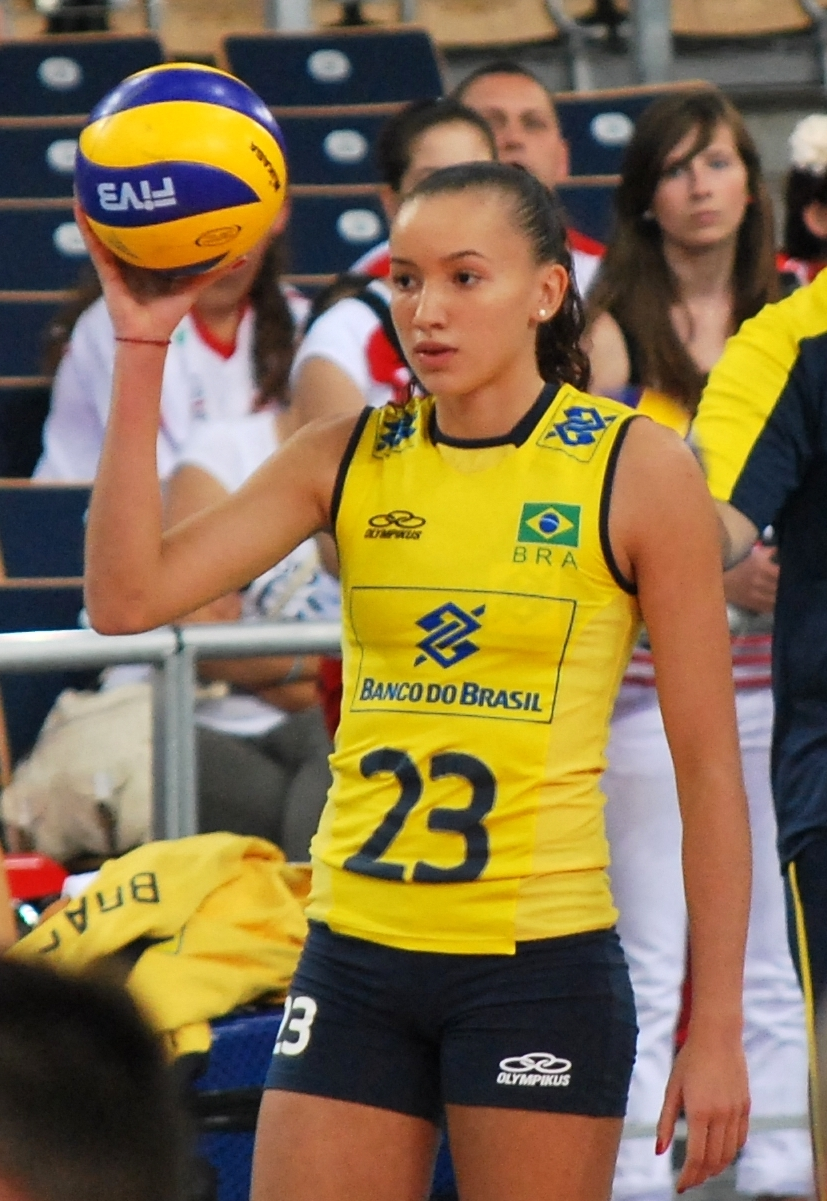
Gabi jogando pela seleção em 2012

Em 2012 ainda integrou na categoria juvenil a Seleção Brasileira, quando disputou o Campeonato Sul-Americano sediado em Lima-Peru e conquistou a medalha de ouro em tal certame continental.
Na volta para Minas, aos 16 anos, foi promovida à equipe principal do Mackenzie. Em 2012, foi contratada para o Unilever/Rio do treinador Bernardo Rezende, e foi campeã da Superliga Brasileira A e disputou o Campeonato Carioca de 2012, participando da conquista do octacampeonato carioca consecutivo de seu novo clube, desfalcando na final, pois, sentiu o ombro direito na semifinal e seu primeiro título nacional na edição da Superliga Brasileira A 2012-13.
Em 2013 representou a Unilever/RJ na conquista do ouro no Campeonato Sul-Americano de Clubes de 2013 disputado em Lima-Peru, obtendo a qualificação para o mundial no mesmo ano, ainda foi eleita a Maior Pontuadora da edição. Defendeu também em 2013 a Seleção Brasileira no Campeonato Mundial Juvenil, sediado em Brno-República Tcheca, voltando a vestir a camisa#8 conquistando o bronze na edição, figurou na terceira posição entre as melhores atacantes atuação que rendeu-lhe integrar a seleção do campeonato como a Melhor Ponteira.
Ainda em 2013 representou a Unilver/RJ no Campeonato Mundial de Clubes em Zurique-Suíça e foi medalhista de prata, e individualmente figurou bem nas estatísticas, sendo a décima segunda maior pontuadora, décima colocada entre as melhores atacantes, também foi a oitava maior bloqueadora, vigésima segunda entre as as melhores sacadoras, além disso foi a sétima melhor defensora da competição e foi a quarta melhor recepção da edição.
O técnico Zé Roberto Guimarães a convocou para integrar a equipe brasileira na edição do Grand Prix de 2013, quando vestiu a camisa#10 na conquista do ouro na edição, cuja fase final foi em Sapporo-Japão e também esteve na seleção principal na conquista do ouro do Campeonato Sul-Americano realizado em Ica-Peru.
Na jornada 2013-14 renovou com a Unilever/RJ e conquistou o bicampeonato carioca em 2013, alcançando o bronze na Copa Brasil de 2014 em Maringá-Paraná e seu bicampeonato consecutivo nacional na Superliga Brasileira A 2013-14.
Em 2014 foi convocada para Seleção Brasileira sob o comando do técnico José Roberto Guimarães para disputar o Montreux Volley Másters, vestindo a camisa 10 encerrou na quinta posição. Renovou contrato com o Unilever/RJ para as competições de 2014-15.
Foi convocada para Seleção Principal para disputar o Grand Prix de 2014, cuja fase final deu-se em Tóquio-Japão e vestiu a camisa 10 na conquista da medalha de ouro nesta edição.

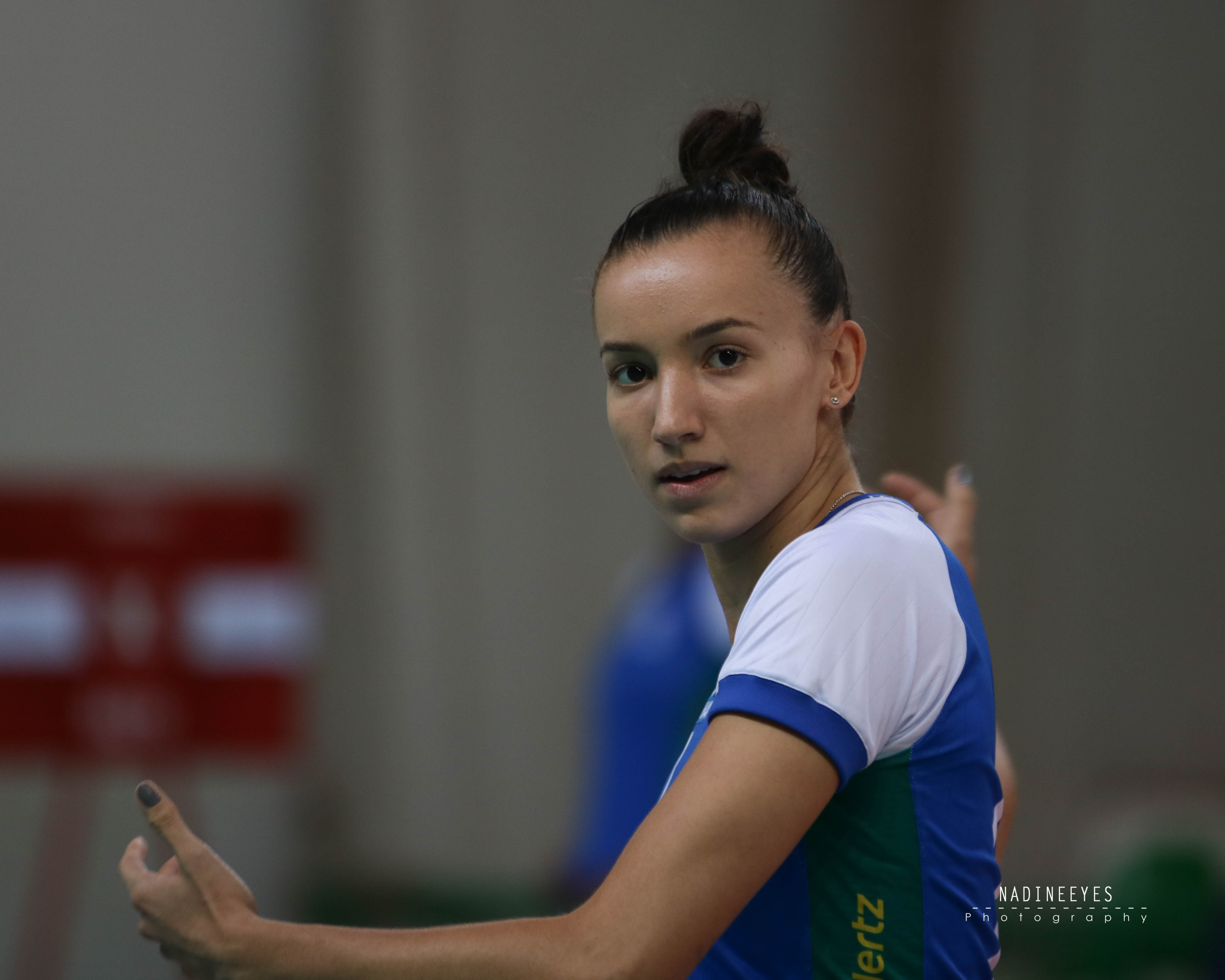
Gabi jogando pelo Minas em 2018

Em maio de 2018, Gabi encerrou sua passagem de 6 anos pelo Rio de Janeiro e acertou sua ida para Belo Horizonte, para vestir a camisa do Camponesa/Minas TC. A atleta deixou claro que sua escolha de jogar no clube mineiro teve grande influência pelo fato de poder reeditar a dupla com Natália Pereira, que chegou pouco antes ao Minas, além de poder ficar perto da família, já que manifestou o interesse em jogar no exterior e quer aproveitar o tempo com os familiares; e sagrou-se campeã da edição do Campeonato Mineiro de 2018, e disputou a edição do Campeonato Mundial de Clubes de 2018 realizado em Shaoxing, sendo uma das protagonistas na semifinal, ajudando o time a reverter um placar de 24-19 no segundo set para o até então favorito Eczacıbası VitrA, conseguindo a classificação a final e conquistou a medalha de prata e foi nomeada a primeira melhor ponteira da competição.
Pelo Itambé/Minas conquistou o título da Copa Brasil de 2019 realizada em Gramado e foi bicampeã do Campeonato Sul-Americano de Clubes de 2019 realizado novamente em Belo Horizonte e foi premiada como a primeira melhor ponteira desta edição e contribuiu para conquista do clube do título da Superliga Brasileira 2018-19, premiada como a segunda melhor ponteira da edição.
Ainda no ano de 2019, pela seleção brasileira, conquistou a medalha de prata da Liga das Nações de 2019 depois de perder a final de virada para a seleção americana. Gabi terminou o campeonato com o prêmio de melhor ponteira.
Depois de se destacar pela seleção, atraiu os olhares do gigante Vakifbank Istanbul da Turquia com o qual assinou contrato para a temporada 2019-20 e onde atuou até 2024.
Em 2021, Gabi liderou a seleção para duas medalhas de prata, na Liga das Nações e nos Jogos Olímpicos de Tóquio. Disputando sua terceira Olimpíada em Paris 2024, Gabi se culpou pela derrota na semifinal com os Estados Unidos, achando que custou a se encaixar no jogo apesar de sua importância tática, mas então conseguiu a medalha de bronze derrotando a Turquia, e foi eleita uma das melhores ponteiras do torneio.

## Clubes
| Clube                   | País    | Temporadas |
| ----------------------- | ------- | ---------- |
| Mackenzie               | Brasil  | 2010-2012  |
| Rexona/Sesc RJ          | Brasil  | 2012-2018  |
| Itambé/Minas            | Brasil  | 2018-2019  |
| Vakifbank               | Turquia | 2019-2024  |
| Imoco Volley Conegliano | Itália  | 2024-2026  |

## Títulos e resultados

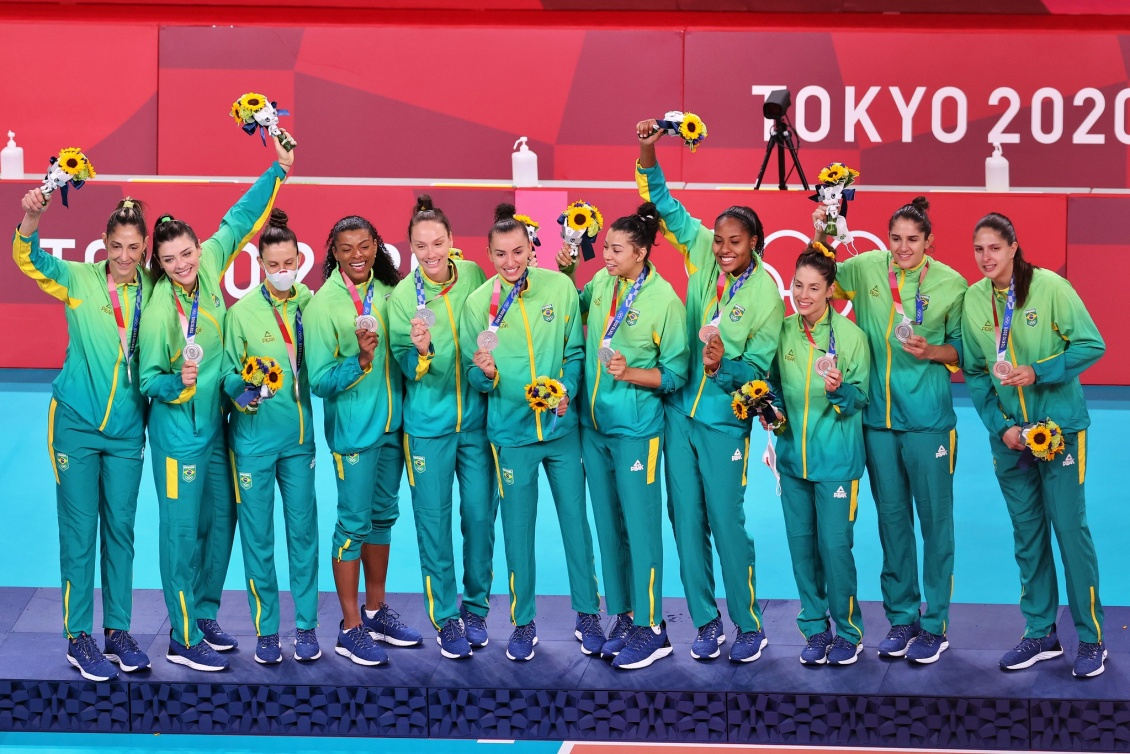
Gabi junto ao elenco medalhista de prata nas Olímpiadas de Tóquio 2020

Pelo Mackenzie EC:
- Campeonato Mineiro: 2010[8]
- Campeonato Mineiro: 2011[19]
- Campeonato Brasileiro de Seleções Juvenilː 2012[23]

Pelo Rio de Janeiro VC:
- Superliga Brasileira Aː 12/13,[31] 13/14,[50] 14/15,[67] 15/16,[68] 16/17,[69]
- Superliga Brasileira Aː 17/18
- Supercopa Brasileira: 2015,[70] 2016[71] e 2017[72]
- Copa Brasil: 2016,[73] 2017,[74]
- Copa Brasilː 2014[49]
- Campeonato Cariocaː 2012[30] e 2013,[48] 2014, 2015,[75] 2017[76]
- Campeonato Sul-Americano: 2013, 2015, 2016, 2017
- Campeonato Mundial: 2013, 2017

Pelo Minas TC:
- Superliga Brasileira Aː 18/19
- Copa Brasil: 2019[61]
- Campeonato Mineiro: 2018[58]
- Campeonato Sul-Americano: 2018
- Campeonato Mundial: 2018

Pelo Vakifbank SK:
- Campeonato Turco: 2020-21,[77] 2021-22[78]
- Campeonato Turco: 2022-23
- Copa da Turquia: 2020-21,[79] 2021-22[80], 2022-23
- Supercopa Turca: 2021[81], 2023
- Supercopa Turca: 2019, 2020, 2022
- Campeonato Mundial: 2019
- Campeonato Mundial: 2022
- Campeonato Mundial: 2021
- Liga dos Campeões da Europa: 2020-21
- Liga dos Campeões da Europa: 2021-22
- Liga dos Campeões da Europa: 2022-23

## Premiações individuais
- "Melhor Atacante*" da Liga das Nações de Voleibol Feminino de 2025 (*ao lado da italiana Myriam Sylla)
- MVP (Melhor Jogadora) do Campeonato Sul Americano 2023
- 1º Melhor Ponteira do Campeonato Sul-Americano 2023
- 2ª Melhor Ponteira do Campeonato Mundial de Clubes de 2022
- 1ª Melhor Ponteira do Campeonato Mundial de 2022
- 2ª Melhor Ponteira da Liga das Nações de Voleibol Feminino de 2022
- MVP (Melhor Jogadora)  da Liga dos Campeões da Europa de 2021-22
- Melhor Ponteira do Campeonato Turco de 2021-22
- 1ª Melhor Ponteira do Campeonato Mundial de Clubes de 2021[82]
- 1ª Melhor Ponteira da Liga das Nações de Voleibol Feminino de 2021
- MVP (Melhor Jogadora) do Campeonato Sul-Americano Feminino de Vôlei 2021
- 2ª Melhor Ponteira da Liga das Nações de Voleibol Feminino de 2019
- 2ª Melhor Ponteira do Superliga Brasileira A de 2018-19
- 1ª Melhor Ponteira do Sul-Americano de Clubes de 2019[62]
- 1ª Melhor Ponteira do Campeonato Mundial de Clubes de 2018[60]
- MVP (Melhor Jogadora) do Campeonato Sul-Americano de Clubes de 2017
- Melhor ataque da Superliga Brasileira de Voleibol Feminino de 2014–15 - Série A
- Maior Pontuadora da Superliga Brasileira de Voleibol Feminino de 2014–15 - Série A
- Melhor Ponteira do Campeonato Mundial Juvenil de 2013[35]
- 4ª Melhor Recepção do Campeonato Mundial de Clubes de 2013[43]
- Melhor Atacante do Campeonato Sul-Americano de Clubes de 2013[32]
- Melhor Atacante da Copa Pan-Americana Sub-23 de 2012[28]
- Melhor Recepção da Copa Copa Yeltsin de 2012[24]
- Maior Pontuadora do Campeonato Mundial Infantojuvenil de 2011[13]
- MVP (Melhor Jogadora) do Campeonato Sul-Americano Infantojuvenil de 2010[6]
- Melhor Atacante do Campeonato Sul-Americano Infantojuvenil de 2010[6]